# Харьковский торгово-экономический институт КНТЭУ
Ха́рьковский торго́во-экономи́ческий институ́т — государственное высшее учебное заведение IV уровня аккредитации Министерства образования и науки Украины, структурное подразделение Украинской инженерно-педагогической академии. Численность студентов составляет свыше 2000 человек.
Осуществляет подготовку специалистов для непроизводственной сферы экономики — торговли, ресторанного, гостиничного и туристического бизнеса, финансовой системы и таможенной службы.

## История
В 1939 году был основан Харьковский техникум советской торговли, впоследствии преобразованный Харьковский коммерческий техникум и Харьковский техникум общественного питания (1962).
Согласно приказу Министерства торговли Украины № 30 от 3 марта 1992 года Харьковский коммерческий техникум и Харьковский техникум общественного питания были объединены в Харьковский техникум торговли общественного питания. Согласно приказу Министерства образования Украины № 342 от 7 декабря 1994 года название заведения было изменено и оно стало называться Харьковский бизнес-колледж, имея статус высшего учебного заведения II уровня аккредитации. Колледж готовил младших специалистов и бакалавров по направлениям подготовки 0501 «Экономика и предпринимательство», 0502 «Менеджмент», 0503 «Торговля», 0917 «Пищевая технология и инженерия».
Согласно приказу Министерства образования и науки Украины № 33 от 21 января 2005 года на базе колледжа был создан Харьковский торгово-экономический институт в составе Киевского национального торгово-экономического университета.
С 2021 г. является структурным подразделением Украинской инженерно-педагогической академии.

## Структура заведения и специальности
В составе института функционируют два подразделения: экономический факультет и факультет торговли, гостинично-ресторанного и туристического бизнеса.

### Экономический факультет
Состоит из кафедр:
- Кафедра менеджмента
- Кафедра маркетинга
- Кафедра финансов
- Кафедра учёта и аудита
- Кафедра экономики предприятия и экономической теории
- Кафедра высшей математики и информатики

### Факультет торговли, гостинично-ресторанного и туристического бизнеса
Состоит из кафедр:
- Кафедра товароведения и экспертизы качества товаров
- Кафедра пищевых технологий и гостинично-ресторанного дела
- Кафедра туризма и социальных наук
- Кафедра современных европейских языков

В институте также работает отделение довузовской и профессиональной подготовки, а также размещается филиал Французско-Украинского института управления (ФУИУ), подразделения Университета Овернь-Клермон (Франция) и военная кафедра.

## Специальности
Институт готовит специалистов образовательно-квалифицикационных уровней бакалавр, специалист и магистр по направлениям подготовки:
- экономика предприятия
- маркетинг
- финансы и кредит
- учёт и аудит
- товароведение и коммерческая деятельность
- товароведение и экспертиза в таможенном деле
- менеджмент
- пищевые технологии и инженерия
- гостинично-ресторанное дело
- туризм

## Руководство
Директор института — Капиталина Гурова, кандидат экономических наук, профессор, заслуженный работник народного образования Украины.

## Достижения
На 2012 год в рейтинге высших учебных заведений Украины находится на 22 месте (в составе КНТЕУ).